# Britta Marks
Britta Marks (* 1967 in Düren) ist eine deutsche Dokumentarfilmerin, Regisseurin, Drehbuchautorin und Fernsehproduzentin vor allem im Themenbereich True Crime.

## Leben
Nach ihrem Studium der Germanistik an der Ludwig-Maximilians-Universität München absolvierte Marks ihr journalistisches Volontariat bei FM Radio Network in Augsburg. Später war sie als freie Redakteurin für PRO 7 und RTL tätig, dann als Redaktionsleiterin für eine führende TV-Produktionsfirma in München. 2004 gründete sie ihr eigenes Unternehmen, die Marks & und die Engel Media GmbH, und ist fortan auch als Regisseurin zahlreicher Dokumentationen und Reportagen tätig.
Zusammen mit der Autorin Sabine Kuegler gründete sie das Unternehmen „Earth of Dreams“, unter dem der Bestseller „Dschungelkind“ entstand und 2011 für das Kino verfilmt wurde.
Im Jahr 2007 entwickelte sie das ZDF-Format „Unsere wilde Meute“ und produzierte mehr als 20 Folgen.
Marks widmet sich in ihren Filmen vor allem dem Themenbereich „Crime“. Durch ihre Recherchen fand sie so 2008 ein deutsches Mädchen in England wieder, das von den Großeltern über 13 Jahre lang entführt worden war.
Ihr Film „Mein geraubtes Kind“ lief im ZDF-Format 37 Grad.
Heute produziert sie das von ihr entwickelte Format „Ermittler“ für ZDFinfo. Des Weiteren stellt sie zahlreiche Dokumentationen für das ZDF-Hauptprogramm her.
Seit 2018 spezialisierte sie sich zunehmend auf die Region Dänemark und Schweden und produziert hier fortlaufend Nordic Noir.
Marks lebt und arbeitet in Berlin und Kopenhagen.